# Championnats panaméricains de boxe amateur 2005
Navigation
Édition précédente Édition suivante
La 6e édition des championnats panaméricains de boxe amateur s'est déroulée à Teresópolis, Brésil, du 27 septembre au 2 octobre 2005. 

## Résultats

### Podiums
| Catégories                  | Or                   | Argent                | Bronze                             |
| Poids mi-mouches (-48 kg)   | Yan Bartelemí        | McWilliams Arroyo     | Odilion Zaleta Deibi Mota          |
| Poids mouches (-51 kg)      | Juan Carlos Payano   | Helder Gonzaga        | Rosniel Igelsias Juan Vega         |
| Poids coqs (-54 kg)         | Guillermo Rigondeaux | Alex Oliveira         | John Wampash Ronald de la Rosa     |
| Poids plumes (-57 kg)       | Argenis Mendez       | Daniel Silva          | Abner Cotto Roberto Sosa           |
| Poids légers (-60 kg)       | Yordenis Ugas        | Ricardo Garcia        | Francisco Vargas Jesus Cuellar     |
| Poids super-légers (-64 kg) | Innocente Fiss       | Kenny Galarza         | Myke Carvalho Guido Manrique       |
| Poids welters (-69 kg)      | Erislandy Lara       | Melvin Lorenzo        | Diego Chaves Pedro Lima            |
| Poids moyens (-75 kg)       | Emilio Correa        | Carlos Negron         | Cristian Bautista Marco Periban    |
| Poids mi-lourds (-81 kg)    | Yusiel Napoles       | Terry Shawn Cox       | Argenis Nunez Denzil Salazar       |
| Poids lourds (-91 kg)       | Luis Ortiz           | Rafael Lima           | Juan Castillo Francisco de Escurra |
| Poids super-lourds (+91 kg) | Odlanier Solis       | Victor Emilio Ramírez | Fabiano Astorino                   |

### Tableau des médailles
| Place | Pays                   | Médaille d'or, Amérique | Médaille d'argent, Amérique | Médaille de bronze, Amérique | Total |
| ----- | ---------------------- | ----------------------- | --------------------------- | ---------------------------- | ----- |
| 1     | Cuba                   | 9                       | 0                           | 1                            | 10    |
| 2     | République dominicaine | 2                       | 2                           | 5                            | 9     |
| 3     | Brésil                 | 0                       | 3                           | 3                            | 6     |
| 4     | Porto Rico             | 0                       | 3                           | 1                            | 4     |
| 5     | Argentine              | 0                       | 1                           | 4                            | 5     |
| 6     | Mexique                | 0                       | 1                           | 3                            | 4     |
| 7     | Barbade                | 0                       | 1                           | 0                            | 1     |
| 8     | Équateur               | 0                       | 0                           | 3                            | 3     |
| 9     | Trinité-et-Tobago      | 0                       | 0                           | 1                            | 1     |
| Total | 9 pays médaillés       | 11                      | 11                          | 21                           | 43    |